# ウィッフルボール

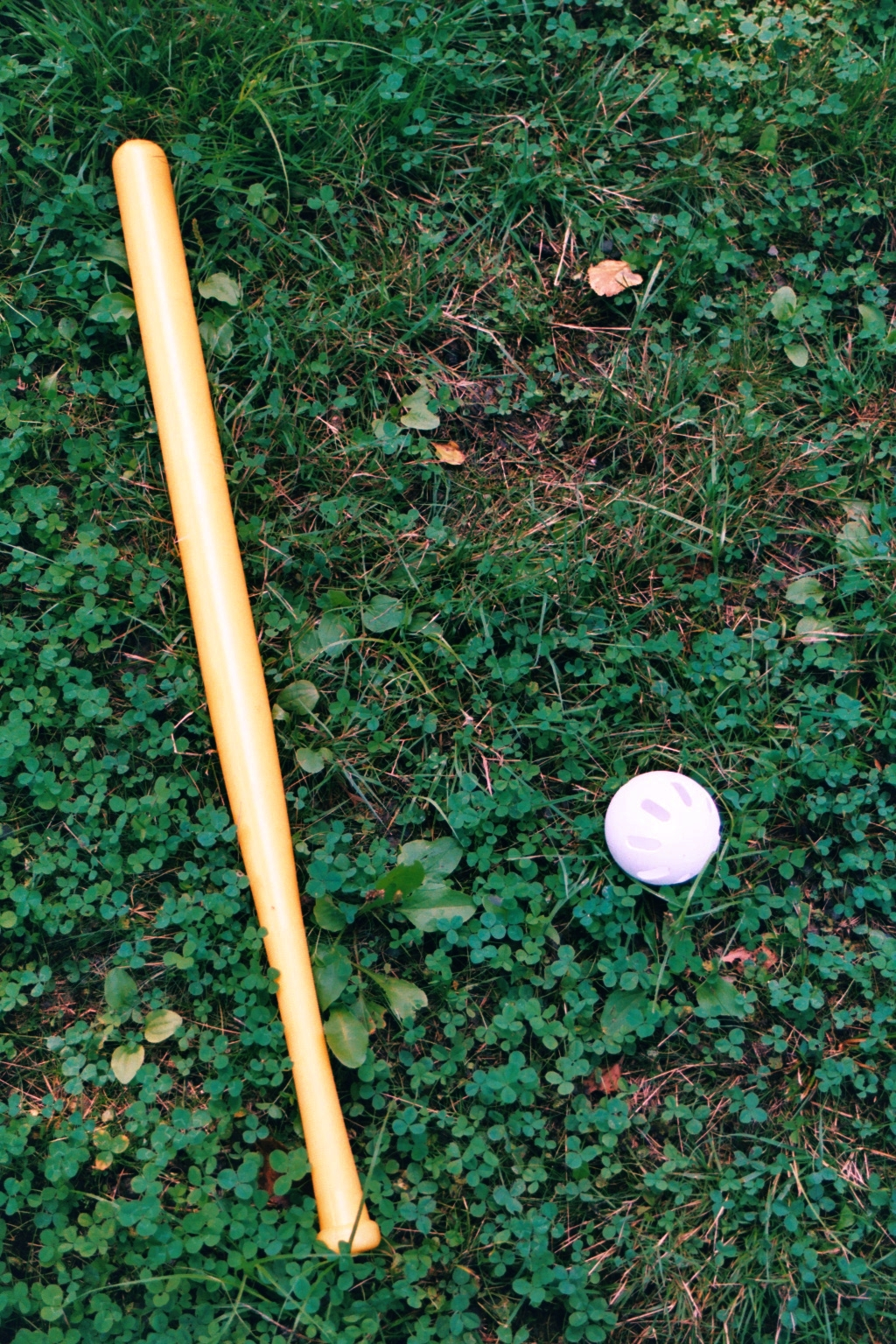
ウィッフルボールのバットとボール

ウィッフルボール (WIFFLE® BALL) は、野球を原型として考案されたスポーツ。
1953年、米国・コネティカット州に住むデビッド・N・ムラニーによって考案された。もともとは、スペースの限られた自宅の庭で｢息子と手軽かつ安全に野球をするにはどうすればよいか?｣という着想から生まれた。根強い歴史があり現在も米国などで、主にレジャースポーツとして愛好されているほか、リーグ戦・トーナメント戦も行われている。
ボールには穴が空いており、空気の抵抗力を利用して様々な変化球を投げられる。
日本では、日本ウィッフルボール協会主催で大会を開催している。

## ルール
野球と同様、2つのチームが攻撃と守備を交互に繰り返して勝敗を競う。
ピッチャーはKゾーン／ストライクゾーンターゲット(SZT)という的に向かってボールを投げ、バッターはそれを打ち返す。
最小では1vs1からでも勝負が可能である。
基本的なカウント
- 基本的なカウントの仕方は4ボール・3ストライク・3アウト交代である。
- ボールが身体に当たった場合はデッドボールではなくボールとなる。（顔に当たった場合はデッドボール）
- バッターは基本走塁無し、ファウルチップがKゾーンに当たった場合はストライクとなる。
- その他としては、走塁あり・2ストライクでアウト等のルールも存在する。

マウンドからKゾーンまでの距離
- アメリカでは各リーグごとに異なる。
  - 13m (ミドルピッチルール）
  - 14.63m（ファストピッチルール）

異なる3種類のルール
アメリカの各地には多数のリーグが存在し、各リーグごとにルールがそれぞれ異なる。アメリカには様々なスタイルが存在し、厳密に括り分けすることが非常に難しいが、おもにバックヤードルール（スローピッチ）・ミドルピッチルール・ファストピッチルールとされるものがある。
- バックヤードルール
名前の通り裏庭で遊ぶようのルールであり、ウィッフルバットとウィッフルボールを使って（低速のみ）投げて・打って遊ぶスタイル（ルール）のことを指す。

- ミドルピッチルール
バックヤードルールをさらに競技性を強くした内容のものが多い。ウィッフルバットとウィッフルボールを使用し球速制限を設けて（中速まで）プレーされていることが多い。

- ファストピッチルール
バットはmoonshotバット・自作品バット・Blitzバットなどバレル部分が大きくなっているバットとウィッフルボールを使用し、球速制限なく豪快な投球（高速ピッチ）をするのが印象的である。

### 安打の数え方（日本ウィッフルボール協会採用ルール）
前述のとおり、ウィッフルボールでは必ずしも走塁は求められない。フライの打球がシングルエリアに落ちた場合は安打、ダブルエリアに落ちた場合は二塁打となり、以降同様に三塁打・本塁打としてカウントする。

### アウトになる場合（日本ウィッフルボール協会採用ルール）
アウトとしてカウントされるのは、｢空振り/見逃し三振の場合｣・｢ファウルライン、フェアラインでフライの打球を取った場合｣・｢ゴロの打球を、直接フェアライン上で捕球した場合｣の3つである。

## 試合形式
- 攻撃側 → 相手投手が投げた球を打って、所定のエリアまで打球を飛ばすことによって出塁・得点を得る。
- 守備側 → 投手はKゾーンに向かってボールを投げる、相手に得点を与えないように打者をアウトにする。

- カウントの仕方や、3つアウトを取れば攻撃に移れる点など、野球と同様の部分もある。
- 1試合のイニング数は 3イニングマッチ／5イニングマッチ など。 ※リーグによって設定は異なる。
- Kゾーンがキャッチャーの役割をすることから、野球と異なりキャッチャーが不要な為、基本的には主審無しで遊べる。

## チーム編成（登録人数）
1チームは約3～6人の選手で構成される。 
※アメリカでは各リーグごとにフィールド内に入れる最大人数・登録人数は異なる。
投手含めフィールドに4名までが標準である。
フィールド内人数
- 投手+野手2名   計3名
- 投手+野手3名   計4名
- 投手+野手4名   計5名（日本ウィッフルボール協会採用ルール）

など。

## 用具
ウィッフルボール

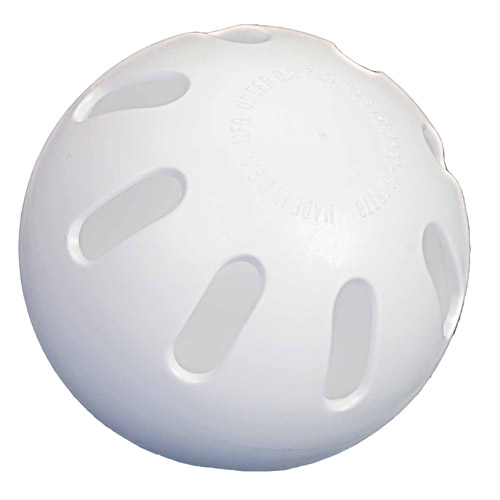
WIFFLE® 公式ボール

- 中空で8つの穴が空いたプラスチック製のボール　WIFFLE® BALL.INC社の正規品 (重さ24g)
- ウィッフルボールにおける変化球は野球におけるそれよりも複雑な空気抵抗を受け、非常に独特且つ大きな変化をする。
- 本場アメリカにおいてウィッフルボールには意図的に傷をつけ変化球を投げやすくしてプレーをする文化がある。ボールに傷をつけることで空気抵抗がさらに増え、より強烈な変化球を投げることができます。
- 傷の付け方の種類 ナイフで切り傷をつける「ナイフカット」  ヤスリ・コンクリート等で表面全体を擦る「スカッフィング」

ウィッフルバット
- 黄色いプラスチック製のバット　WIFFLE® BALL.INC社の正規品 (長さ79cm・重さ148g・細めである)
- 基本的に使用するバットは自由である。
- 会・リーグ戦などによってはバットの指定や長さなどの規格制限がある。
- アメリカでは正規品バットをはじめ、自作たバット、ウィッフルボール専用に販売されているmoonshotバット、BLITZ BALL(ブリッツボール)バットなどを使用している。（ほかにも多数存在）

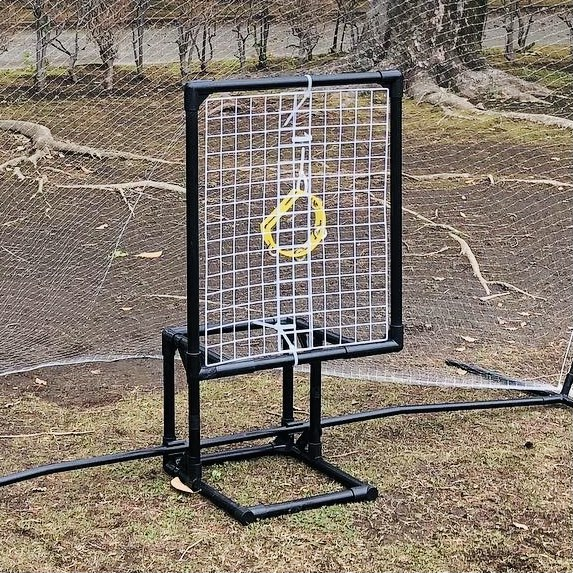
Kゾーン（自作されたもの）

Kゾーン(SZT=ストライクゾーンターゲット)
- ウィッフルボールにおいては捕手がおらず、代用品としてストライクゾーンに見立てた長方形の的を使用する。
- ノーバウンドで当てた場合ストライク、それ以外の場合はボールとなる。
- Kゾーンは正規品の販売がない為、塩ビ管パイプ等を組み合わせて自作するしかない。
- 各リーグによってKゾーンの大きさも異なる。
- 全米大会規格(タテ68cm)、(ヨコ58cm)、(地面より33cm上の位置)

## フィールドの形状・サイズ

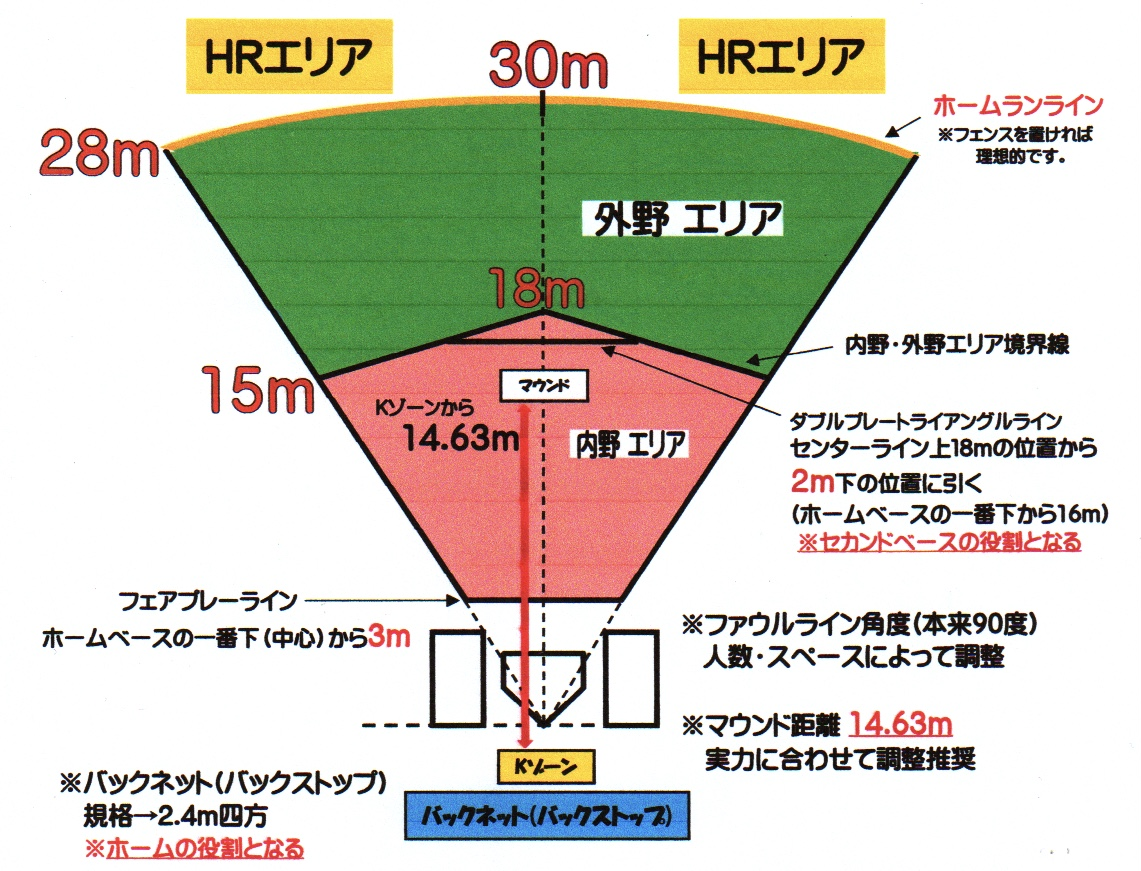
内野と外野に分かれているフィールド

ウィッフルボールのフィールド形状・サイズはアメリカ各リーグによって大小異なる。
アメリカでは、内野エリアと外野エリアで分かれているフィールド（右図）を主流とするリーグが多数存在する。（その他もあり）
日本ウィッフルボール協会採用ルール

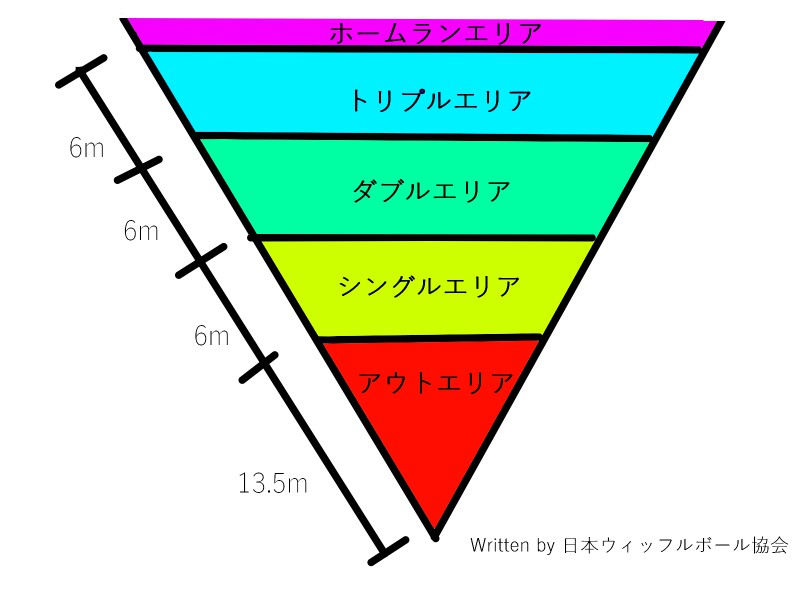
ウィッフルボールエリア

フィールドは、扇型ではなく三角形である。それぞれ、打席に近い方からシングルエリア、ダブルエリア、トリプルエリア、ホームランエリアと区分される。グラウンドのサイズは、以下の通り規定されている。
- ホームからピッチャーマウンドまで：11m
- ホームからアウトエリアまでの最終ライン：13m30cm
- ホームからシングルエリアまでの最終ライン：19m30cm
- ホームからダブルラインまでの最終ライン：25m30cm
- ホームからトリプルラインまでの最終ライン：31m30cm